# 640'erne f.Kr.
Århundreder: 8. århundrede f.Kr. – 7. århundrede f.Kr. – 6. århundrede f.Kr.
Årtier: 690'erne f.Kr. 680'erne f.Kr. 670'erne f.Kr. 660'erne f.Kr. 650'erne f.Kr. – 640'erne f.Kr. – 630'erne f.Kr. 620'erne f.Kr. 610'erne f.Kr. 600'erne f.Kr. 590'erne f.Kr.
År: 649 f.Kr. 648 f.Kr. 647 f.Kr. 646 f.Kr. 645 f.Kr. 644 f.Kr. 643 f.Kr. 642 f.Kr. 641 f.Kr. 640 f.Kr.